# Équipe de Turquie féminine de football
Cet article traite de l'équipe féminine. Pour l'équipe masculine, voir Équipe de Turquie de football.
Maillots
L'équipe de Turquie féminine de football est l'équipe nationale qui représente la Turquie dans les compétitions internationales de football féminin. Elle est gérée par la Fédération de Turquie de football.
La Turquie joue son premier match officiel le 8 septembre 1995 à Istanbul contre la Roumanie (défaite 8-0). Les Turques n'ont jamais participé à une phase finale de compétition majeure de football féminin, que ce soit le Championnat d'Europe féminin de football, la Coupe du monde ou les Jeux olympiques.

## Classement FIFA
| Année              | 2003 | 2004 | 2005 | 2006 | 2007 | 2008 | 2009 | 2010 | 2011 | 2012 | 2013 | 2014 | 2015 | 2016 | 2017 | 2018 | 2019 | 2020 | 2021 | 2022 | 2023 |
| ------------------ | ---- | ---- | ---- | ---- | ---- | ---- | ---- | ---- | ---- | ---- | ---- | ---- | ---- | ---- | ---- | ---- | ---- | ---- | ---- | ---- | ---- |
| Classement mondial | 68   | 68   | 69   | 72   | 72   | 64   | 59   | 66   | 67   | 64   | 63   | 58   | 63   | 56   | 61   | 59   | 69   | 66   | 65   | 64   | 63   |